# 桂永三
桂 永三（ケ・ヨンサム、朝鮮語: 계영삼）は、朝鮮民主主義人民共和国の政治家。朝鮮労働党中央検査委員会委員。農業科学院院長、最高人民会議予算委員会委員などを歴任。

## 経歴
平安北道定州市で生まれた。生年月日は不明。1997年に科学院農業科学研究院院長に就任し、1998年に最高人民会議第10期代議員に選任された。2002年に農業科学院院長に就任し、同年11月から朝鮮タイ親善議員団副委員長に就いた。2003年に最高人民会議11期予算委員会委員に選任され、第13期まで務めた。同年9月に平壌直轄市で開催された国際ジャガイモ科学討論会に参加した。2010年9月28日に開催された朝鮮労働党第3回党代表者会で、朝鮮労働党中央検査委員会委員に選任された。2017年6月に農業科学院院長に就任し、2018年5月まで務めた。

## 参考サイト
북한정보포털